# Caius Julius Priscus
Pour les articles homonymes, voir Priscus.
Caius Julius Priscus est un chevalier, préfet du prétoire dans l'Empire romain au IIIe siècle. Il est le frère de l'empereur Philippe l'Arabe (244-249).

## Biographie
Julius Priscus est chevalier romain, de rang perfectissime. Il est préfet du  prétoire en même temps que Timésithée sous Gordien III en 242/243, et prend part à la campagne de 242 contre les Perses. Lorsque son frère Philippe l'Arabe est proclamé empereur en 244 après la mort de Gordien et regagne Rome, il reste en Orient comme préfet de Mésopotamie, puis reçoit à titre exceptionnel le pouvoir consulaire et le titre de recteur d'Orient. Selon Zosime, ses levées d'impôts le rendent très impopulaire, et provoquent la révolte de Jotapien en Cappadoce. Il se montre néanmoins bon gestionnaire des dépenses de l'Empire, en réduisant la production par l'atelier monétaire d'Antioche des antoniniens dévalués en billon, ce qui favorise la frappe par les ateliers locaux de tétradrachmes d'argent destinés à l'économie provinciale. Priscus joue probablement un rôle important dans la promotion de la cité d'origine de Philippe comme colonie romaine et sa reconstruction sous le nom de Philippopolis d'Arabie.
Le nom de Julius Priscus apparaît sur diverses inscriptions : un papyrus sur un litige foncier trouvé à Doura Europos, daté du 28 août 245, est adressé à « Julius Priscus, perfectissime préfet de Mésopotamie faisant fonction de gouverneur consulaire »,. Plusieurs documents épigraphiques grecs ou latins découverts à Chahba, avec les titres de « préfet de Mésopotamie » ,  « préfet du prétoire, recteur de l'Orient » ,. 
Une inscription bilingue en grec et en palmyrénien, découverte à la fin du XVIIIe siècle à Palmyre et explicitement datée de 242/243, porte un nom martelé, qui a été reconstitué comme celui de Priscus. Cet effacement témoigne d'une impopularité posthume. Toutefois, en 1922, Édouard Cuq a émis le doute de l'identification du préfet du prétoire Priscus sous Gordien comme étant le frère de Philippe. Cuq considère qu'il y a deux personnages homonymes, le premier préfet du prétoire sous Gordien avec Timésithée, qui aurait été assassiné par Philippe et dont le nom aurait été martelé sur l'inscription, le second, frère de Philippe, et nommé en Orient. Cette interprétation a été critiquée par le Dr Ross en 1923, et n'est pas retenue.
L'empereur Philippe l'Arabe est éliminé par son compétiteur Dèce à la fin de l'année 249, on ignore le sort de son frère Priscus, absent des sources historiques.